# Baby (canción de Clean Bandit)
«Baby» es una canción del grupo británico de música electrónica Clean Bandit con la colaboración de la cantante galesa Marina y el cantante puertorriqueño Luis Fonsi. Se lanzó como el sexto sencillo del segundo álbum de Clean Bandit, What Is Love?, que se publicó el 30 de noviembre de 2018. También estará incluido en el próximo cuarto álbum de estudio de Marina, Love + Fear. Alcanzó el número 15 en la lista de sencillos del Reino Unido.
La canción combina elementos latinos influenciadas por la música flamenca, con ritmos electrónicos.

## Video musical
Se estrenó el video musical en YouTube el 2 de noviembre de 2018 y estáauto producido por los miembros de Clean Bandit. En él muestra a Fonsi, Marina y la cantante australiana Starley, en torno a una boda. Marina interpreta a la amiga de la novia (Grace Chatto, miembro de Clean Bandit) y es testigo de un romance pasado entre ella y otra mujer (Starley) en un campamento de verano.

## Lista de canciones
- Descarga digital

1. "Baby" – 3:25

- Descarga digital – acústico[7]

1. "Baby" (acústico) – 3:37

- Descarga digital – remixes[8]

1. "Baby" (Martin Jensen remix) – 3:02
2. "Baby" (Sammy Porter remix) – 3:28

- Descarga digital – Luca Schreiner Remix[9]

1. "Baby" (Luca Schreiner remix) – 3:15

## Posicionamiento en listas
| Lista (2018–19)                               | Mejor posición |
| --------------------------------------------- | -------------- |
| Bélgica (Flandes) (Ultratip Bubbling Under)   | 5              |
| Bélgica (Valonia) (Ultratip Bubbling Under)   | 17             |
| Bulgaria (PROPHON)                            | 2              |
| Croacia (HRT)                                 | 11             |
| Escocia (Scottish Singles Chart)              | 6              |
| Eslovaquia (Rádio Top 100)                    | 9              |
| Eslovaquia (Singles Digitál Top 100)          | 100            |
| Eslovenia (SloTop50)                          | 23             |
| Estados Unidos (Hot Dance/Electronic Songs)   | 13             |
| Grecia (Greece International Digital Singles) | 51             |
| Hungría (Dance Top 40)                        | 10             |
| Hungría (Singles Top 40)                      | 29             |
| Irlanda (IRMA)                                | 39             |
| Islandia (Tonlist)                            | 5              |
| Israel (Media Forest)                         | 1              |
| Líbano (Lebanese Top 20)                      | 16             |
| Lituania (AGATA)                              | 69             |
| México (Billboard Ingles Airplay)             | 1              |
| Nueva Zelanda (RMNZ Hot Singles)              | 20             |
| Países Bajos (Dutch Top 40)                   | 21             |
| Reino Unido (UK Singles Chart)                | 15             |
| República Checa (Rádio Top 100)               | 45             |
| Rumania (Airplay 100)                         | 30             |
| Rusia (Airplay Tophit)                        | 4              |

### Certificaciones
| País        | Organismo certificador | Certificación | Ventas  | Ref.   |
| ----------- | ---------------------- | ------------- | ------- | ------ |
| Reino Unido | BPI                    | Plata         | 200 000 | [ 33 ] |